# Répceszentgyörgy, Vas
Répceszentgyörgy  este un sat în districtul Sárvár, județul Vas, Ungaria, având o populație de 116 locuitori (2011). 

## Demografie
Componența etnică a satului Répceszentgyörgy
     Maghiari (93,16%)
     Germani (6,84%)
Componența confesională a satului Répceszentgyörgy
     Romano-catolici (83,62%)
     Reformați (5,17%)
     Luterani (2,59%)
     Necunoscută (8,62%)
Conform recensământului din 2011, satul Répceszentgyörgy avea 116 locuitori. Din punct de vedere etnic, majoritatea locuitorilor (93,16%) erau maghiari, cu o minoritate de germani (6,84%).  Din punct de vedere confesional, majoritatea locuitorilor (83,62%) erau romano-catolici, existând și minorități de reformați (5,17%) și luterani (2,59%). Pentru 8,62% din locuitori nu este cunoscută apartenența confesională.